# Criteris de convergència
| Moneda                               | Codi    | Tipus central | Data límit oficial    | Data d'entrada esperada |
| ------------------------------------ | ------- | ------------- | --------------------- | ----------------------- |
| Lliura esterlina Lliura de Gibraltar | GBP GIP | —             | (Clàusula d'excepció) | Clàusula d'excepció     |
| Lev                                  | BGN     | 1.95583       | —                     | 2015                    |
| Corona txeca                         | CZK     | —             | —                     | 2017                    |
| · Corona danesa ·                    | DKK     | 7.46038       | Clàusula d'excepció   | Clàusula d'excepció     |
| Fòrint                               | HUF     | —             | —                     | 2014                    |
| Lats                                 | LVL     | 0.702804      | 1 de gener de 2014    | 2014                    |
| Litas                                | LTL     | 3.45280       | —                     | 2014                    |
| Złoty                                | PLN     | —             | —                     | 2015                    |
| Leu romanès                          | RON     | —             | 2015                  | 2015                    |
| Corona sueca                         | SEK     | —             | —                     | —                       |

Els criteris de convergència, o els criteris de Maastricht, són els requisits que han de complir els estats pertanyents a la Unió Europea per ser admesos dins de la zona euro, i conseqüentment, per participar en l'Eurosistema. Els criteris venen establerts en l'article 121(1) del tractat que estableix la Comunitat Europea (Tractat de la CE). En total hi ha quatre criteris: el que fa referència a l'estabilitat de preus, el que es refereix a les finances governamentals, el que es refereix als tipus de canvi i finalment el que fa esment a les taxes d'interès a llarg termini.

## Criteris

### Taxa d'inflació
No pot ser més alta de l'1,5% respecte a la mitjana dels tres estats de la zona euro amb menor inflació (excloent aquells que pateixin deflació) durant l'any precedent a l'examen de la situació del país que vol ser admès. A més, si es tem que la inflació del país a examinar pugui incrementar-se substancialment després de ser admès, la seva candidatura pot ser rebutjada.

### Finances governamentals
Definit per l'article 104 del Tractat de la CE, s'estableix que:
a) D'una banda el dèficit pressupostari de les administracions públiques no pot representar una quantitat major que el 3% del PIB al final d'any precedent. Excepcionalment pot admetre's a un país amb un dèficit major del 3% sempre que es mantingui proper a aquesta proporció i es prevegi que disminueixi pròximament.
b) D'altra banda el Deute públic no pot representar una quantitat major que el 60% del PIB. Si el Deute és major que un 60%, el país pot ser igualment admès dins de la zona euro sempre que la trajectòria de la ràtio sigui convergent i propera al límit. En la pràctica aquest criteri és generalment omès a l'hora d'admetre a un país dins de la zona euro, doncs en el moment de crear l'Euro hi havia molts estats que no ho complien.

### Tipus de canvi
L'estat ha de participar en el mecanisme de tipus de canvi del Sistema Monetari Europeu (SME) sense cap ruptura durant els dos anys precedents a l'examen de la situació i sense tensions greus. A més, no ha d'haver devaluat la seva moneda unilateralment durant el mateix període. Després de la transició a la tercera etapa del SME, el Sistema Monetari Europeu va ser reemplaçat pel nou mecanisme de tipus de canvi (MTC-II o ERM II en les seves sigles en anglès).

### Tipus d'interès a llarg termini
El tipus d'interès nominal a llarg termini no ha de ser superior en un 2% a la mitjana dels tres estats amb menors taxes d'inflació (els mateixos que els del punt 1) durant l'any precedent a l'examen.